# Kanna Hashimoto
Kanna Hashimoto (橋本 環奈, Hashimoto Kanna), née le 3 février 1999 dans la préfecture de Fukuoka, est une chanteuse, actrice et idole japonaise, membre emblématique du groupe féminin japonais Rev. from DVL de 2011 à 2017.

## Biographie
Kanna Hashimoto naît le 3 février 1999 et vit actuellement dans la ville de Fukuoka, dans la préfecture du même nom.
À l'âge de 10 ans, elle intègre en juin 2009 l'agence de talent et de divertissement Active Hakata dans sa ville natale. Elle commence ses activités artistiques en tant que membre du groupe d'idoles DVL. Ce groupe est plus tard renommé Rev. from DVL en 2011.
Le groupe fait ses débuts en major sortant le 16 avril 2014 son premier single Love ~arigatou~ (écrit LOVE ~arigatou~) produit sous le label Yoshimoto R and C. Ce disque devient immédiatement un premier succès pour le groupe et Kanna Hashimoto en devient l'un des membres centraux et emblématiques. La chanson-titre est également utilisée dans la première publicité avec Kanna et le groupe. En mai 2014, Kanna a prêté son image à une publicité TV pour le jeu vidéo social Girlfriend (Beta) (ガールフレンド（仮）). Son propre personnage au style « anime » apparaît aussi dans le jeu.
Le 24 avril, Kanna et son groupe Rev. from DVL participent pour la première fois à une campagne publicitaire intitulée Uchi’s my Love (家’s My Love) pour la société de logements Jōnan-Kensetsu (南建設株式会社) ; Hashimoto est choisie pour représenter l’image du « centre d’information des logements » de la société. D'autres membres de Rev. from DVL apparaissent également dans cette campagne promotionnelle. Dans cette vidéo, Kanna interprète le rôle d’un agent immobilier.
Hashimoto publie son premier photobook solo intitulé Little Star ~Kanna 15~ le 14 novembre 2014. Les photos sont réalisées par la photographe Leslie Kee. 
Hashimoto interprète le rôle principal dans le film Sailor Suit and Machine Gun – Graduation, qui sortira au cinéma le 5 mars 2016 au Japon. Il est adapté du roman du même nom écrit par Jiro Akagawa dont l'histoire étant celle d’une adolescente étudiante délinquante qui hérite du clan de yakuza de son père.
Kanna Hashimoto fait ses débuts en solo avec le single Sailor Fuku to Kikanjū, en vente en février 2016. Pour la première fois, Hashimoto a écrit les paroles d'une chanson du single, intitulée arigatou ～ ありがとう.
En août 2016, elle est apparue dans une publicité pour les produits de maquillage Lip Baby Crayon.
Elle joue le rôle principal du film Haruka & Chika (ハルチカ, Haruchika) aux côtés de Shori Satō (Sexy Zone), qui sortira dans les salles en mars 2017 au Japon. L'histoire est basée sur les romans à suspense du même nom de Sei Hatsuno.
En juin 2021, Hashimoto devient détentrice d'un record Guinness, celui du plus grand nombre de mouchoirs de papier retirés d'une boîte en une minute, record qu'elle détient jusqu'au 14 septembre 2021, date à laquelle il fut battu. C'est sur le plateau de l'émission The 130 million people's Show Channel qu'elle a accompli ce record.

### Vie personnelle

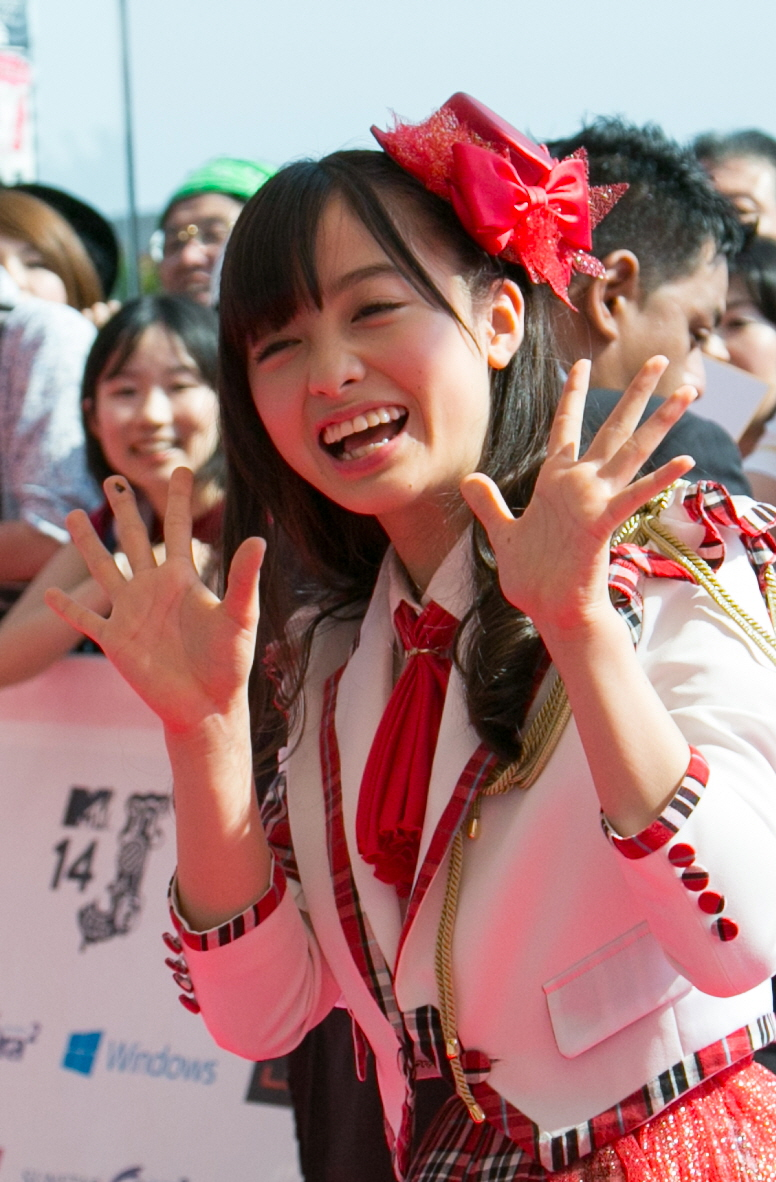
Kanna Hashimoto au 2014 MTV Video Music Awards Japan.

Hashimoto a un frère jumeau et un frère aîné né en 1992.
En mars 2014, Kanna est diplômée du collège et intègre le lycée, dans une école de filles ; bien qu'inscrite à une école à Fukuoka, elle effectue ses activités artistiques dans plusieurs villes, de Fukuoka à Tokyo.

## Discographie

### En solo
Singles
1. 23 février 2016 - Sailor Fuku to Kikanjū (セーラー服と機関銃?)

### En groupe
Avec Rev. from DVL
Album
1. 15 mars 2017 : Never Say Goodbye ~arigatou~

Singles
1. 16 avril 2014 - Love ~arigatou~
2. 13 août 2014 - Do my best!!
3. 3 décembre 2014 - REAL / Koi Iro Passion
4. 25 mars 2015 - Kimi ga Ite Boku ga Ita / Ai Girl
5. 30 juin 2015 - Kimi wo Mitsuketa Ano Hi kara Boku no Omoi wa Hitotsu Dake
6. 5 janvier 2016 - Okujō no Sukima Shiroi Sora
7. 16 décembre 2016 : Vampire

## Anecdotes
En 2013, Kanna Hashimoto a attiré l’attention et est devenue populaire sur internet avec son côté « kawaii », ce qui a entraîné la publication de nombreuses photos d’elle sur les sites japonais tels que 2ch.
Certains fans d’idoles pensent qu’elle sera une prochaine superstar, ils lui ont d'ailleurs donné le surnom de "Talent qui n’apparaît qu’une fois dans un millénaire" (le "Talent" est à comprendre comme "Artiste"). Un autre surnom de « Idole Angélique » (天使すぎるアイドル, Tenshi sugiru idol) lui a été donné.

## Filmographie

### Films
- 2011 : I Wish, nos vœux secrets (奇跡, Kiseki?) de Hirokazu Kore-eda : Kanna Hayami
- 2015 : Assassination Classroom (暗殺教室, Ansatsu kyoshitsu?) d'Eiichirō Hasumi : Ritsu
- 2016 : Sailor Suit and Machine Gun: Graduation (セーラー服と機関銃 -卒業-, Sērā-fuku to kikanjū Sotsugyō?) de Kōji Maeda : Hoshi Izumi
- 2017 : Haruchika: Haruta & Chika (ハルチカ, Haruchika?) de Masahide Ichii
- 2017 : Gintama (銀魂?) de Yūichi Fukuda : Kagura
- 2018 : Gintama 2 (銀魂2 掟は破るためにこそある?) de Yūichi Fukuda : Kagura
- 2019 : 12 Suicidal Teens (十二人の死にたい子どもたち, Jyuni nin no shinitai kodomotachi?) de Yukihiko Tsutsumi : Ryoko
- 2019 : Kingdom (キングダム, Kingudamu?) de Shinsuke Satō : He Liao Diao
- 2019 : Kaguya-sama: Love is War (かぐや様は告らせたい ～天才たちの恋愛頭脳戦～, Kaguya-sama wa kokurasetai - Tensai-tachi no ren'ai zunōsen?) de Hayato Kawai (ja) : Kaguya Shinomiya
- 2019 : Signal 100 (シグナル１００?) de Lisa Takeba : Rena Kashimura

### Téléfilms
- 26 mars - 6 avril 2012 (sur RKB Mainichi Broadcasting) : Sumiyoshi ya Monogatari ~Wakuwaku ga, Ka ni Yattekuru~ (住吉家物語〜わくわくが、家にやってくる〜?) : Sora-yaku Sumiyoshi.
- 12 juillet - 20 septembre 2014 (sur Fuji TV) : Suikyū Yankees (水球ヤンキース?)[11] - Rôle principal[12]

## Divers
Programme TV
- 21 avril 2014 - présent (sur RKB Mainichi Broadcasting) : Min'na no Seishun Nozoki mi TV TEEN!TEEN! (みんなの青春のぞき見TV TEEN!TEEN!?)[13]

### Livres
Photobook
1. 14 novembre 2014 : Little Star ~Kanna 15~